# 524
524（五百二十四、ごひゃくにじゅうよん）は自然数、また整数において、523の次で525の前の数である。

## 性質
- 524は合成数であり、約数は1, 2, 4, 131, 262, 524である。
  - 約数の和は924。
  - 524自身を除く約数の和がちょうど400の不足数である。
    - 素数を除いて σ (n) − n が平方数になる32番目の数である。1つ前は511、次は527。(ただしσは約数関数) (オンライン整数列大辞典の数列 A048699)
- 524から540まではすべて合成数で、合成数が17連続する。
  - 合成数の連続数がこれ以前の数を上回る数である。1つ前は114 (13連続) 、次は888 (19連続)。(オンライン整数列大辞典の数列 A008950)
- 524 = 22 + 62 + 222 = 22 + 142 + 182 = 102 + 102 + 182
  - 3つの平方数の和3通りで表せる76番目の数である。1つ前は523、次は526。(オンライン整数列大辞典の数列 A025323)
- 524 = 22 + 62 + 222 = 22 + 142 + 182
  - 異なる3つの平方数の和2通りで表せる104番目の数である。1つ前は523、次は533。(オンライン整数列大辞典の数列 A025340)
- 524 = 28 + 496
  - 異なる完全数の和で表せる数とみたとき1つ前は502、次は530。(オンライン整数列大辞典の数列 A185351)
- 約数の和が524になる数は1個ある。(523) 約数の和1個で表せる102番目の数である。1つ前は518、次は542。
- 各位の和が11になる47番目の数である。1つ前は515、次は533。

## その他 524 に関連すること
- 西暦524年
- 紀元前524年
- 524号線 (オーストリア)
- ピカーレル (USS pickerel, SS-524) は、アメリカ海軍の潜水艦。